# Rävsötjärnen
Rävsötjärnen är en sjö i Kramfors kommun i Ångermanland och ingår i Nätraån-Ångermanälvens kustområde. Sjön har en area på 0,00929 kvadratkilometer och ligger 1 meter över havet.